# العلاقات الباكستانية العراقية
العلاقات الباكستانية العراقية هي العلاقات الدولية بين دولتي جمهورية العراق وجمهورية باكستان الإسلامية، حيث لدى العراق سفارة في مدينة إسلام آباد ولدى باكستان سفارة في بغداد، وذلك منذ سنة 1947 عندما تم تشكيل دولة باكستان حيث كان العراق أول بلد عربي يعترف بإستقلال باكستان، وكان كلا البلدين عضوين في حلف بغداد بقيادة الولايات المتحدة والمملكة المتحدة، بعد ثورة 14 تموز في سنة 1958 تحول الحلف إلى عداوة وذلك بعد أن فتح العراق علاقات مع الاتحاد السوفيتي، إلا أن العلاقات عادت في سنة 1971 بعد وقوف العراق مع دول الخليج الأخرى مع باكستان في الحرب الباكستانية الهندية عام 1971، إلا أن العلاقات تعقدت بعد الحرب العراقية الإيرانية، وإزدادت سوءاً بعد غزو العراق للكويت حيث قامت باكستان بإرسال قواتها مع الناتو لتحرير الكويت في سنة 1991، وتحفظت باكستان عن غزو العراق ووقفت تقريباً بجانب الولايات المتحدة، إلا أن العلاقات عادت بعد سقوط نظام صدام حسين.